# Metarranthis franclemonti
Metarranthis franclemonti là một loài bướm đêm trong họ Geometridae.